# Ruysdaelkade 43
Het gebouw Ruysdaelkade 43 bestaat uit een herenhuis aan de Ruysdaelkade in De Pijp te Amsterdam-Zuid. Het is een van de vier gemeentemonumenten aan de kade, het Moppesgebouw niet meegerekend. 
Het pand is een opvallende verschijning aan de Ruysdaelkade. Lagere huisnummers bestaan uit hoge woonblokachtige gebouwen, met vaste etage- en pandhoogtes. Gebouwen met hogere huisnummers hebben juist verschillende hoogten binnen de etage-indelingen en ook de hoogtes van de gebouwen verschillen. Ruysdaelkade 43, twee etages hoog met hoge ramen met zolder, is daarbij een spierwit gebouw, omringd door baksteengevels. Het ontwerp kwam van makelaar, aannemer en architect Zeeger Deenik, die een willekeur aan bouwstijlen samensmolt, Eclecticisme. Hoofdgestel, pilasters en bepleistering zijn hier te vinden. Deenik zelf woonde in het gebouw Reguliersgracht 63, een rijksmonument. Het gebouw heeft gedurende de 20e eeuw een aantal bestemmingen gekend, er was een kantoor gevestigd, er werden haren geknipt en Ine van Dillen gaf er zangles. In de 21e eeuw is het voornamelijk een beleggingsobject met een geschatte waarde van ruim 2 miljoen euro (gegevens 2015).